# El ángel de la noche
El ángel de la noche es una trilogía de novelas de fantasía escrita por el autor estadounidense Brent Weeks y publicada originalmente por la editorial Orbit en octubre, noviembre y diciembre de 2008. En junio de 2011 apareció Sombra perfecta, una precuela a la trilogía en forma de novela corta, publicada a la vez en formato electrónico y con una edición física limitada para coleccionistas.
Las traducciones de la trilogía al español se publicaron en septiembre y noviembre de 2010 y febrero de 2011, respectivamente. Sombra perfecta apareció en noviembre de 2012, exclusivamente en formato digital.
La serie, ambientada en un mundo fantástico llamado Midcyru y narrada en tercera persona desde el punto de vista de varios personajes, combina acción, diplomacia, intriga y magia, con el destino de todo un continente en juego. Sus libros han figurado en las listas de ventas del New York Times y optado al premio David Gemmel Legend a la mejor novela de fantasía.

## Los libros
Títulos publicados:
- El camino de las sombras (The Way of Shadows, 2008), traducción de Gabriel Dols, Plaza & Janés, 2010.
- Al filo de las sombras (Shadow's Edge, 2008), traducción de Gabriel Dols, Plaza & Janés, 2010.
- Más allá de las sombras (Beyond the Shadows, 2008), traducción de Gabriel Dols, Plaza & Janés, 2011.

- Precuela: Sombra perfecta (Perfect Shadow, 2011), traducción de Gabriel Dols, Plaza & Janés, 2012.

Brent Weeks ha confirmado en varias ocasiones sus planes para publicar nuevas novelas ambientadas en el universo del Ángel de la Noche después de concluir la tetralogía que está publicando actualmente, El Portador de Luz, que transcurre en un mundo distinto. Aunque su proyecto original consistía en dejar pasar dieciséis años desde el final de Más allá de las sombras, también es posible que retome los acontecimientos poco después de su primera trilogía.

## Sinopsis
Los libros de El Ángel de la Noche transcurren en un continente llamado Midcyru, que alberga a varias naciones de distintas culturas. El camino de las sombras está ambientado en Cenaria, capital del reino del mismo nombre, donde un joven huérfano callejero llamado Azoth recibe entrenamiento como ejecutor (asesino de élite a sueldo del Sa`kagé de la más alta categoría que posee Talento o magia) del legendario Durzo Blint. Durante su búsqueda de unos misteriosos objetos mágicos de enorme poder llamados ka'kari, ambos se ven inmersos en las intrigas de los bajos fondos y la élite gobernante de la ciudad, junto a otros personajes como Mama K o Logan, heredero del duque de Gyre.
Al filo de las sombras amplía el espectro y nos muestra las tensiones políticas internacionales que ya se intuían en el primer libro. El barón Kylar Stern, nombre que adoptó Azoth al convertirse en ejecutor, vive una vida tranquila junto a Elene y Ulyssandra en otra ciudad (Caernarvon, capital de Waeddryn). Pero su pasado y un descubrimiento sobre su amigo Logan le devuelven al centro de los acontecimientos. La nación está invadida por el belicoso país de Khalidor, cuyas fuerzas emplean una magia oscura (vir), pero los distintos focos de resistencia, tanto nacionales como extranjeros, están decididos a expulsar al agresor.
En Más allá de las sombras los acontecimientos adquieren escala continental. El vürdmeister Neph Dada se propone proporcionar un cuerpo a Khali, diosa de Khalidor, para que ella le proporcione la inmortalidad y el poder que anhela. Mientras personajes conocidos de anteriores novelas (la ejecutora Vi Sovari, aprendiza de Hu Patíbulo o los magos Solon (príncipe sethí), Dorian (príncipe exiliado khalidorano) y Feir (maestro de armas del segundo grado) se unen a los protagonistas para impedirlo, ya sea por medios políticos, espionaje o acción directa. Los misterios que esconden los ka'kari y el éxito de los personajes determinarán el futuro del mundo en una guerra contra el mal a la altura de la épica guerra de la Alkestia.